# Gewelltrandige Primel
Die Gewelltrandige Primel (Primula marginata) ist eine Pflanzenart, die zur Gattung der Primeln (Primula) gehört.

## Beschreibung
Die Gewelltrandige Primel wächst als ausdauernde krautige Pflanze und erreicht Wuchshöhen von 5 bis 12 Zentimeter. Sie besitzt einen mehlig bestäubten Stängel. Die in einer grundständigen Rosette angeordneten Laubblätter sind oft mehlig und besitzen eine verkehrt-eiförmige bis elliptische Blattspreite mit stumpf gezähntem und weißmehligen Blattrand. 
Die Blütezeit reicht von Mai bis Juli. Drei bis 15 Blüten stehen in einem doldigen Blütenstand zusammen. Der Blütenstiel ist 3 bis 20 Millimeter lang. Die duftende, zwittrige Blüte ist radiärsymmetrisch und fünfzählig mit doppelter Blütenhülle. Die häutigen Tragblätter sind bei einer Länge von bis 10 Millimeter breit-eiförmig. Der 2 bis 6 Millimeter lange, mehlig bepuderte Kelch besitzt eiförmige und kurze Kelchzähne. Die rosa-violette bis blau-lila Krone weist einen Durchmesser von bis zu 20 Millimeter auf und besitzt leicht ausgerandete Kronlappen sowie einen weißmehligen Ring am Schlund. Die Kronröhre ist ungefähr dreimal so lang wie der Kelch.
Die Chromosomenzahl beträgt 2n = 52, 63, 64, 125 oder 126.

## Vorkommen
Die Gewelltrandige Primel ist in den Südwestalpen in Italien und Frankreich endemisch. Hier kommt sie montan bis alpin in Höhenlagen von 500 bis 2600 Meter in Felsspalten, auf Kalk und kalkhaltigem Schiefer vor.